# Liste du patrimoine culturel immatériel de l'humanité au Nigeria
Cet article recense les pratiques inscrites au patrimoine culturel immatériel au Nigeria.

## Statistiques
Le Nigeria ratifie la convention pour la sauvegarde du patrimoine culturel immatériel le 21 octobre 2005. La première pratique protégée est inscrite en 2008.
En 2024, le Nigeria compte 8 éléments inscrits au patrimoine culturel immatériel, tous sur la liste représentative.

## Listes

### Liste représentative
Les éléments suivants sont inscrits sur la liste représentative du patrimoine culturel immatériel de l'humanité.
| Élément                                                          | Type | Subdivision | Année | Lien  | Notes                                                                                                 | Illus. |
| ---------------------------------------------------------------- | --- | ----------- | ----- | ----- | --- | ------ |
| Le patrimoine oral Gèlèdé                                        | traditions, expositions et expressions orales |             | 2008  | 00002 | Partagé avec le Bénin et le Togo                                                                      |        |
| Le système de divination Ifa                                     | traditions et expressions orales connaissances et pratiques concernant la nature et l’univers |             | 2008  | 00146 | |        |
| Le masque Ijele                                                  | pratiques sociales, rituels et événements festifs savoir-faire liés à l’artisanat traditionnel | Anambra     | 2014  | 00194 | |        |
| Le festival international de la culture et de la pêche d'Argungu | pratiques sociales, rituels et événements festifs | Kebbi       | 2016  | 00901 | |        |
| Le kwagh-hir, représentation théâtrale                           | arts du spectacle | Anambra     | 2019  | 00683 | |        |
| La maïeutique : connaissances, savoir-faire et pratiques         | connaissances et pratiques concernant la nature et l'univers |             | 2023  | 01968 | Partagé avec l'Allemagne, Chypre, la Colombie, le Kirghizistan, le Luxembourg, la Slovénie et le Togo |        |
| Le festival de Sango (en), Oyo                                   | traditions et expressions orales arts du spectacle pratiques sociales, rituels et événements festifs connaissances et pratiques concernant la nature et l'univers savoir-faire liés à l'artisanat traditionnel | Oyo         | 2023  | 01974 | |        |
| Le durbar à Kano                                                 | pratiques sociales, rituels et événements festifs savoir-faire liés à l'artisanat traditionnel | Kano        | 2024  | 01895 | |        |

### Patrimoine immatériel nécessitant une sauvegarde urgente
Le Nigeria ne compte aucun élément inscrit sur la liste du patrimoine immatériel nécessitant une sauvegarde urgente.

### Registre des meilleures pratiques de sauvegarde
Le Nigeria ne compte aucune pratique listée au registre des meilleures pratiques de sauvegarde.

### Liste indicative
Deux éléments sont en instance de classement sur la liste représentative.
| Élément                         | Type                             | Subdivision | Notes | Illus. |
| ------------------------------- | -------------------------------- | ----------- | ----- | ------ |
| Ijala (yo), poésie orale Yoruba | traditions et expressions orales |             |       |        |